# أم التمر
أم التمر هي قرية يبلغ عدد سكانها حوالي 1500 نسمة في جنوب تونس بالقرب من مدنين. تقع في منطقة مرتفعة قليلاً حوالي 100 متر فوق مستوى سطح البحر حوالي 7 كم (الطريق) شمال غرب مدنين.
تأسست أم التمر حوالي القرن الرابع عشر.

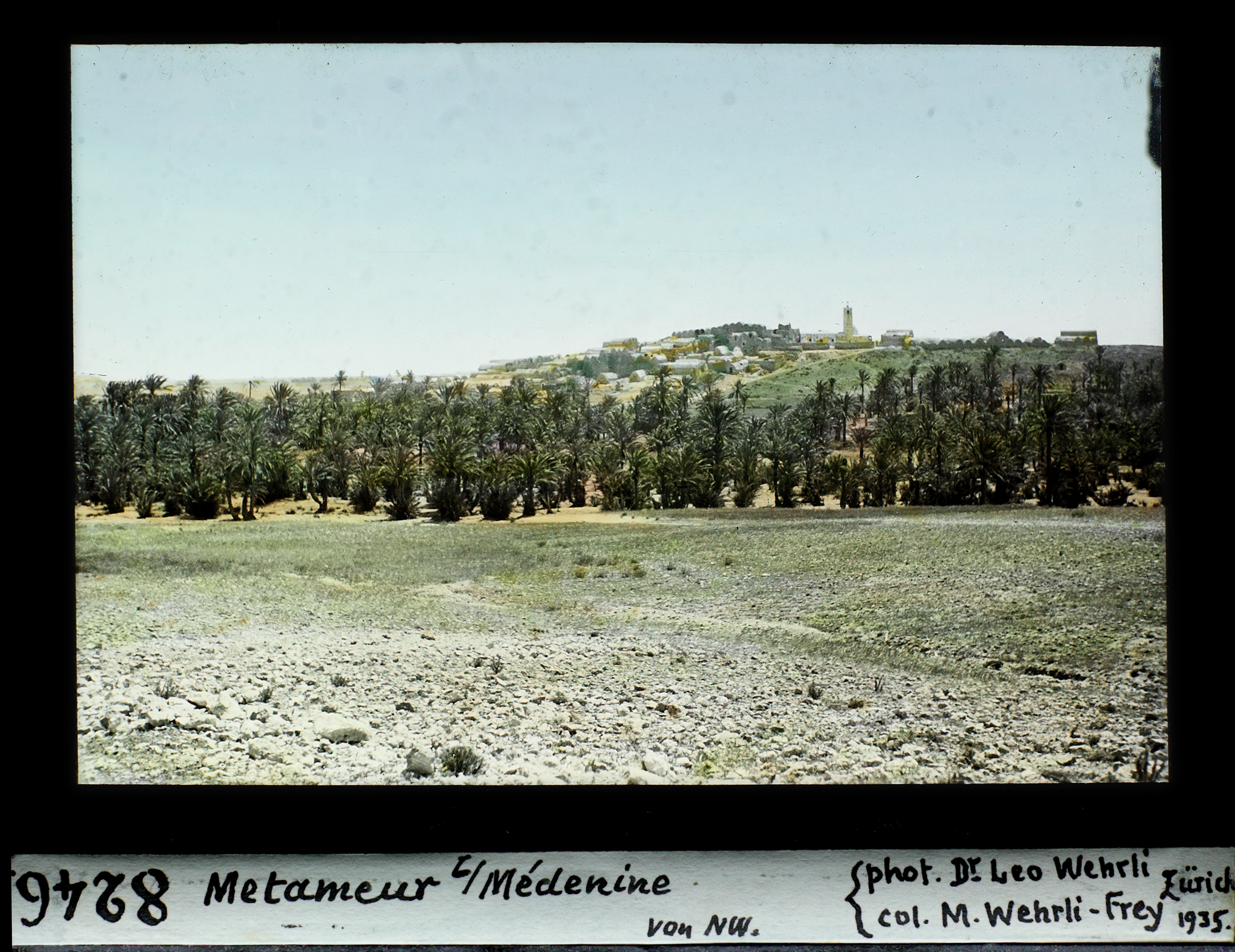
صور للبلدة من بعيد.